# Historia Żydów w Bełżycach
Historia Żydów w Bełżycach – Żydzi zaczęli się osiedlać w Bełżycach prawdopodobnie pod koniec XV wieku. Początkowo była to niewielka grupa kupców, wykorzystująca położenie miasta na szlaku handlowym z Krakowa przez Sandomierz i Lublin do Wilna.

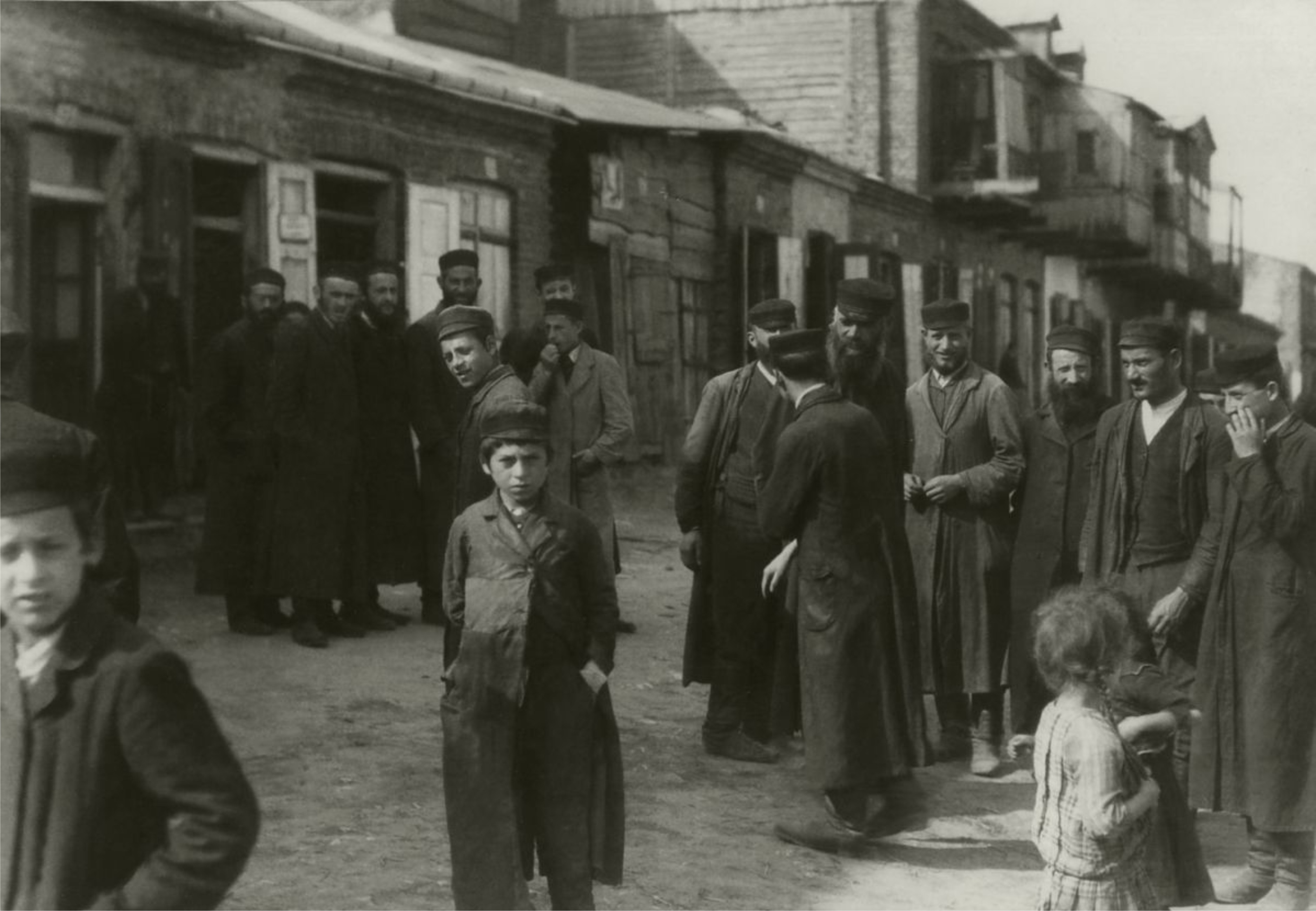
Żydzi bełżyccy

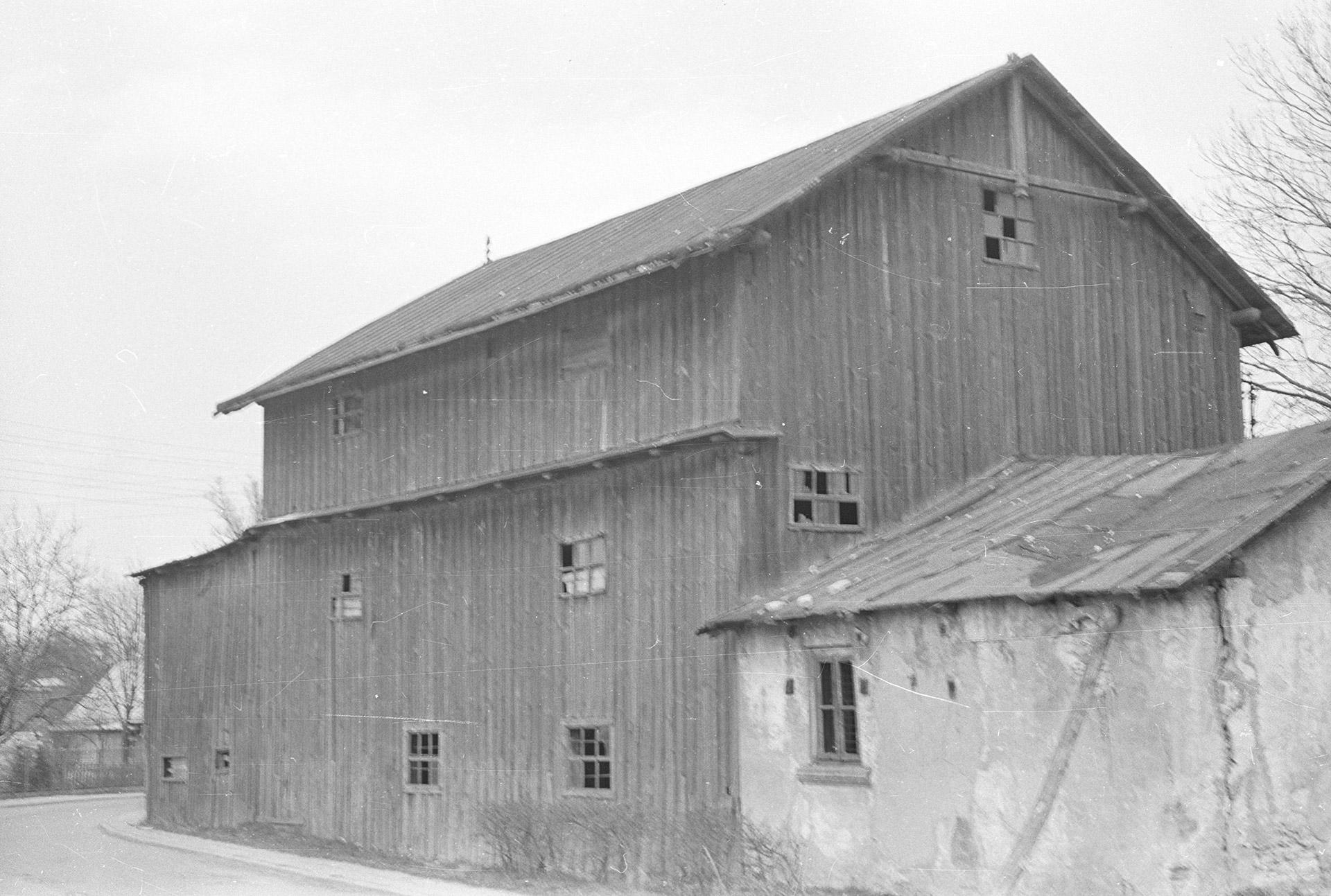
Młyn motorowy – Bełżyce

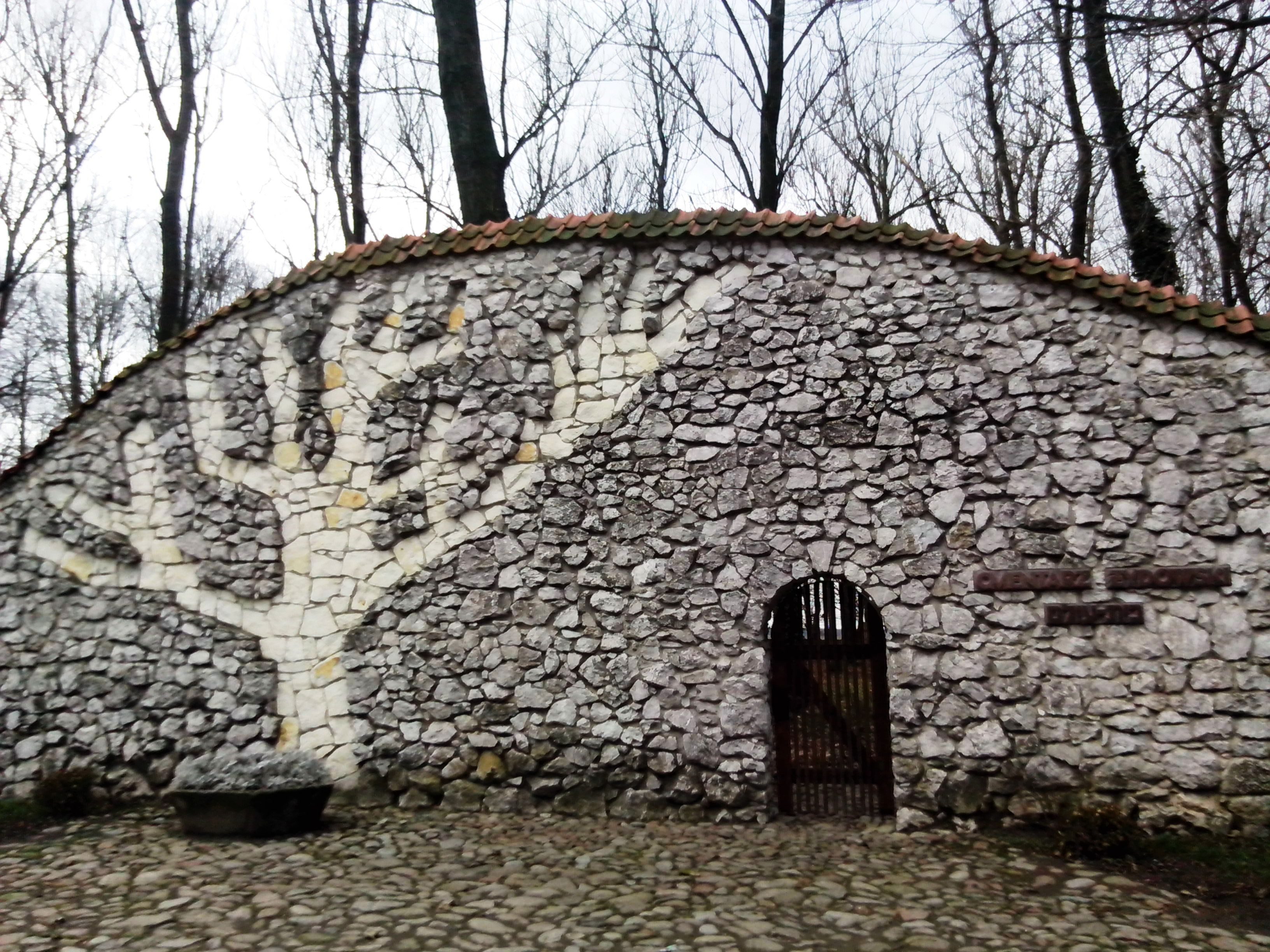
Cmentarz żydowski w Bełżycach

## Pojawienie się Żydów w mieście
Pod koniec XV wieku w Bełżycach zaczęli się osiedlać pierwsi Żydzi. Większy napływ ludności żydowskiej rozpoczął się około 1560 roku. W dokumencie z 1574 roku umieszczono nazwiska trzech mieszkających wówczas w Bełżycach Żydów: byli to Abram, Jakub i Josko – właściciele miejskich placów i domów. Żydzi zajmowali się głównie handlem i rzemiosłem. Prowadzili karczmy i gospody. W II połowie XVI wieku liczba Żydów w mieście znacząco się zwiększyła. W dokumentach z ówczesnych czasów znajdują się informacje o budowie synagogi oraz o funkcjonującej szkole żydowskiej (bet midrasz). Nauczycielem w szkole był Jakub Nachmanowicz, zwany też Jakubem z Bełżyc, uczony, kaznodzieja, obrońca dogmatów talmudycznych, wymieniany wśród znakomitości medycznych XVI wieku. Jakub Nachman wydał w 1581 roku w Lublinie dzieło „Odpis Jakóba z Bełżyc na Dialogi Marcina Czechowica”, które jest polemiką z Marcinem Czechowiczem i jego dziełem „Rozmowy Chrystiańskie”, w którym, polemizując z V rozdziałem słynnego katechizmu M. Czechowicza, bronił zażarcie Talmudu. Dzieło to jest pierwszą znaną książką napisaną przez polskiego Żyda w języku polskim. Jakub Nachmanowicz i Marcin Czechowicz stawali dwukrotnie do otwartych dysput teologicznych, odbywających się podczas synodów ariańskich – w 1569 roku w Bełżycach oraz w 1572 roku w Lublinie.

## Przed I wojną światową
W 1625, 1643, 1689 i 1691 roku odbył się w mieście Sejm Czterech Ziem, główny organ autonomii Żydów w Rzeczypospolitej. Świadczy to o znaczeniu ośrodka żydowskiego w Bełżycach. Zgodnie ze źródłami z XVII wieku istniały dwie synagogi.
Rozwój społeczności żydowskiej zahamował najazd wojsk kozackich dowodzonych przez hetmana Bohdana Chmielnickiego w 1648 roku. Kozacy prawdopodobnie dokonali pogromu, zniszczyli także synagogę i szkołę. Odrodziła się ona stosunkowo szybko. W 1676 roku Żydzi stanowili niemal 23% populacji miasta. Dzielnica żydowska istniała w rejonie ulic: Żydowskiej (obecnie ul. 1000-lecia), Zatylnej (obecnie ul. Jakuba Nachmana) i Południowej (obecnie ul. Bednarska).
Druga połowa XVIII wieku to okres prosperity miasta, a tym samym mieszkających tu Żydów. W mieście odbywało się też 6 jarmarków w roku, przybywali na nie kupcy ze wszystkich stron guberni lubelskiej. W tym czasie Żydzi byli właścicielami 19 kramnic w Rynku oraz karczem ze stajniami, odbudowanych po wielkim pożarze w 1780 roku. Duże dochody dostarczała propinacja oraz handel.
W 1820 roku Żydzi stanowili około połowy mieszkańców miasta. Było wśród nich 20 krawców. Kolejny pożar w 1822 roku zniszczył około 1/3 zabudowy Bełżyc. Ogień strawił ratusz, większość rynku, wiele domów na ulicach przylegających do rynku oraz uszkodził synagogę. Spłonęły żydowskie kramnice, zajazdy i karczmy odbudowane po pożarze z 1780 roku. W ich miejscu żydowscy właściciele wznieśli teraz tylko skromne, drewniane domy.
W 1842 roku Żydzi wnieśli protest do Komisji Rządowej Spraw Wewnętrznych w Warszawie przeciwko właścicielowi miasta Witoldowi Brzezińskiemu. Spór dotyczył nadużyć finansowych, których dopuszczał się Brzeziński. Na tym tle doszło w 1844 roku do rozruchów. Zostali wówczas pobici przedstawiciele właściciela miasta ściągający podatki. Komisja Rządowa zakończyła spór w 1859 roku, przyznając rację Żydom, zwalniając z opłaty tzw. suchej miary.
W 1859 roku Żydzi stanowili 45% ludności miasta. Na 1693 mieszkańców było 757 Żydów. Było wówczas 57 szewców, 49 handlarzy, 17 krawców, 5 szynkarzy, 3 piekarzy, 2 kuśnierzy, 2 garbarzy oraz gorzelnik. Pod koniec XIX wieku liczba Żydów w Bełżycach wzrosła do 1705 osób. Wśród nich był rabin Gedalia Samuel Jakobson. W tym czasie w Bełżycach założono Towarzystwo Dobroczynności Achi Ezer.

## Okres międzywojenny
W 1921 roku w Bełżycach, na ogólną liczbę 3694 mieszkańców, zamieszkiwało 1882 osób wyznania mojżeszowego. 1050 wśród nich zadeklarowało żydowską przynależność narodową. Gmina żydowska była w posiadaniu wielkiej synagogi, bet midraszu, mykwy, rzeźni rytualnej. Istniały dwa cmentarze – stary (wyłączony już z użytkowania) oraz nowy, działający od 1825 roku. Oprócz tego funkcjonowało 6 prywatnych domów modlitwy i 8 chederów. W rękach żydowskich pozostawało 35 sklepów i kramów. Żydowscy krawcy, szewcy i szklarze, cieszyli się dużym poważaniem u nieżydowskich mieszczan i chłopów. Wśród nich byli: Wajzbrot (handel materiałami tekstylnymi), Brawer (handel naftą i żelazem), Welwuj (masarz), Ajzentir (stolarz), Graf Manach (sprzedaż tarcicy), Jankiel Zwachowicz (blacharz), Mostek Goldsztajn (fotograf), Wolf Kirszt (szklarz), Hana Goldman (skup zboża), Icek Akierman (krawiec), Jakub Kirszt (fryzjer i dentysta). W 1933 roku powstała Spółdzielnia Rolniczo-Handlowa „Ziarno”. Działał Związek Rzemieślników Żydowskich, w 1929 roku otwarto hebrajską szkołę, należącą do sieci Tarbut. Funkcjonował Bund oraz organizacja terenowa Komunistycznej Partii Polski, wśród której licznymi członkami byli Żydzi.

## W czasie II wojny światowej
We wrześniu 1939 roku do miasta wkroczyli Niemcy. Pierwsza masowa egzekucja mieszkańców miasta odbyła się 16 czerwca 1940 roku. Żandarmi niemieccy z Niedrzwicy Dużej rozstrzelali 13 osób, w tym 10 Żydów.
W grudniu 1940 roku, na mocy zarządzenia niemieckiego starosty powiatu lubelskiego, w Bełżycach utworzono getto żydowskie. Jesienią 1942 roku getto w Bełżycach stało się ośrodkiem koncentracji wszystkich Żydów z południowej części powiatu lubelskiego. W efekcie kolejnych przesiedleń liczba mieszkańców getta była najwyższa w marcu 1942 roku, gdy wynosiła 4854 osoby. Wśród Żydów przymusowo osiedlonych w Bełżycach znajdowali się m.in. mieszkańcy Lublina, Krakowa oraz niemieckiego podówczas Szczecina.
Od 1942 roku, w związku z rozpoczęciem akcji „Reinhardt”, trwała stopniowa likwidacja bełżyckiego getta. W maju od 430 do 580 Żydów wywieziono do obozu koncentracyjnego KL Lublin na Majdanku. Jesienią, w święto Jom Kipur lub Hoszana Raba (21 września lub 2 października), Niemcy wsparci przez ukraińskich kolaborantów wymordowali pacjentów żydowskiego szpitala i wywieźli na Majdanek kolejnych kilkaset kobiet i mężczyzn. 13 października miała natomiast miejsce główna akcja deportacyjna. Grupę zdolnych do pracy mężczyzn Niemcy wywieźli do obozu pracy w Poniatowej, a 4–7 tys. kobiet, dzieci i starców zabrali na stację kolejową w Niedrzwicy Dużej, skąd wywieźli ich do obozu zagłady. W gronie ofiar znaleźli się Żydzi z Bychawy i okolicznych miejscowości, których kilka dni wcześniej przesiedlono do Bełżyc. Jako miejsce zagłady Żydów bełżyckich wskazywany jest zazwyczaj obóz zagłady w Sobiborze, aczkolwiek jest możliwe, że transport z Bełżyc trafił do obozu w Bełżcu.
W Bełżycach zorganizowano obóz pracy, w którym przebywało stale ponad tysiąc Żydów, którzy przeżyli deportację. Jego ostateczna likwidacja nastąpiła 8 maja 1943 roku. Niemcy i ich ukraińscy kolaboranci zamordowali na miejscu około 500–600 Żydów, a około 300–400 wywieźli do obozu pracy w Budzyniu.
Po zakończeniu wojny nieliczni Żydzi ocaleni z zagłady powrócili do miasta. Jednak gdy 14 marca 1946 roku grupa z oddziału WiN „Rysia” zabiła dwóch Żydów, pozostali Żydzi opuścili miasto.
Wskutek Holokaustu społeczność żydowska w Bełżycach została niemal całkowicie unicestwiona.

## Synagoga w Bełżycach
Synagoga gminy żydowskiej w Bełżycach znajdowała się przy ulicy Szkolnej. W 1940 roku została zniszczona przez Niemców.

## Cmentarze żydowskie
Stary cmentarz żydowski w Bełżycach znajduje się przy ul. Tysiąclecia. Ostatecznie został zniszczony przez Niemców w 1940 roku.
Cmentarz żydowski założony po 1910 roku przy obecnej ul. Przemysłowej.